# 凯撒施图尔山麓艾希施泰滕
凯撒施图尔山麓艾希施泰滕（德語：Eichstetten am Kaiserstuhl，發音：[ˈaɪ̯çʃtɛtn̩ ʔam ˈkaɪzɐʃtuːl]）是德国巴登-符腾堡州弗赖堡行政区布赖斯高-上黑林山县的市镇，面积12.3平方千米，2023年12月31日人口为3,775人。